# Vodní elektrárna Ilha Solteira
Vodní elektrárna Ilha de Solteira (portugalsky Usina Hidrelétrica Ilha de Solteira) je vodní dílo na řece Paraná v Brazílii. Instalovaným výkonem patří mezi největší vodní elektrárny v zemi i ve světě.

## Všeobecné informace
Paraná vzniká soutokem řek Paranaiba a Rio Grande, které přitékají do přehradní nádrže. Veletok Paraná tak vzniká v objemu této nádrže.
Přehradní těleso sestává z pravobřežní zemní sypané části o délce 3 400 m a výšce 73 m, centrální gravitační betonové části o délce 975 m a výšce 78 m a levobřežní sypné části o výšce 73 m a délce 1230 m. Celková délka přehradního systému je 5 605 metrů.
Přelivová část o 19 polích umožňuje převod 38 000 m3/s.
Ve strojovně pracuje 20 Francisových turbín o sestavě 11 x 170 MW, 5 x 174 MW a 4x 176 MW. Celkový výkon elektrárny je 3 444 MW. Turbíny pracují na optimálním spádu 41,5 metrů.
Přehradní nádrž o rozloze 1 195 km2 a pracovním objemu 21,2 km3 je spojena 9,6 km dlouhým a 70 m širokým kanálem s přehradní nádrží elektrárny Tres Irmaos na řece Tiete, která se do Paraná vlévá níže pod hrází. Systém tak umožňuje převést velké vody východního povodí s odtokem ze západních oblastí. Pracovní spodní hladinou je horní hladina elektrárny Jupiá.
Dlouhodobá roční výroba je 17,9 miliard kWh, spolu s elektrárnou Tres Irmaos 20,5 miliard kWh.
Stavba byla zahájena v roce 1967, první agregáty byly spuštěny v roce 1973.
Vodní dopravu umožňuje dvoukomorový jednocestný systém na přehradě Tres Irmaos.